# Blepephaeus fulvus
Blepephaeus fulvus là một loài bọ cánh cứng trong họ Cerambycidae.